# 3-idrossi-16-metossi-2,3-diidrotabersonina N-metiltransferasi
La 3-idrossi-16-metossi-2,3-diidrotabersonina N-metiltransferasi è un enzima appartenente alla classe delle transferasi, che catalizza la seguente reazione:
S-adenosil-L-metionina + 3-idrossi-16-metossi-2,3-diidrotabersonina ⇄ S-adenosil-L-omocisteina + deacetossivindolina
L'enzima è coinvolto nella biosintesi della vindolina a partire dalla tabersonina nella pervinca del Madagascar, Catharanthus roseus.